# Мокрицький Анатолій Степанович
Анато́лій Степа́нович Мокри́цький (20 серпня 1987, с. Шипівці, Тернопільська область — 9 вересня 2022, поблизу с. Гороховатка, Харківська область) — український військовослужбовець, старший сержант Збройних Сил України, учасник російсько-української війни, який загинув у ході російського вторгнення в Україну в 2022 році. Кавалер ордена «За мужність» II і III ступеня (2022).

## Життєпис
Народився 20 серпня 1987 року в селі Шипівцях, нині Товстенської громади Чортківського району Тернопільської області.
Закінчив Харківський юридичний інститут.
Від 2014 року декілька років підряд проходив військову службу за контрактом в АТО.
Після початку російського вторгнення в Україну повернувся до України з Польщі, де останнім часом працював, та 27 лютого того ж року став на захист Батьківщини. Був командиром відділення взводу снайперів однієї з бригад.
Загинув 9 вересня 2022 року в боях з російськими окупантами поблизу с. Гороховатки на Харківщині.
Похований 15 вересня 2022 року в родинному селі.

## Нагороди
- орден «За мужність» II ступеня (28 листопада 2022 року, посмертно) — за особисту мужність і самовіддані дії, виявлені у захисті державного суверенітету та територіальної цілісності України, вірність військовій присязі[1];
- орден «За мужність» III ступеня (4 серпня 2022) — за особисту мужність і самовіддані дії, виявлені у захисті державного суверенітету та територіальної цілісності України, вірність військовій присязі[2].